# ليتل ميلتون
ليتل ميلتون (بالإنجليزية: Little Milton)‏ (و. 1934 – 2005 م) موسيقي، ومغني، وعازف قيثارة، في إنفيرنيس، قيثارة، وصوت بشري، في ممفيس، تينيسي، عن عمر يناهز 71 عاماً، بسبب سكتة.

## وصلات خارجية
- ليتل ميلتون على موقع IMDb (الإنجليزية)
- ليتل ميلتون على موقع ميوزك برينز (الإنجليزية)
- ليتل ميلتون على موقع إن إن دي بي (الإنجليزية)
- ليتل ميلتون على موقع أول ميوزيك (الإنجليزية)
- ليتل ميلتون على موقع ديسكوغز (الإنجليزية)
- ليتل ميلتون على موقع ديسكوغز (الإنجليزية)
- ليتل ميلتون في قاعدة بيانات الأفلام على الإنترنت